# وگوداپولا
وگوداپولا (به لاتین: Wegodapola) یک منطقهٔ مسکونی در سری‌لانکا است که در استان مرکزی (سری‌لانکا) واقع شده‌است.